# Огњен Шиник
Огњен Шиник (Градишка, 27. октобар 1986) босанскохерцеговачки је фудбалер, који наступа за ОФК Београд.
Висок је 178 центиметара и игра на позицији левог бека.